# Porcelana de pasta blanda

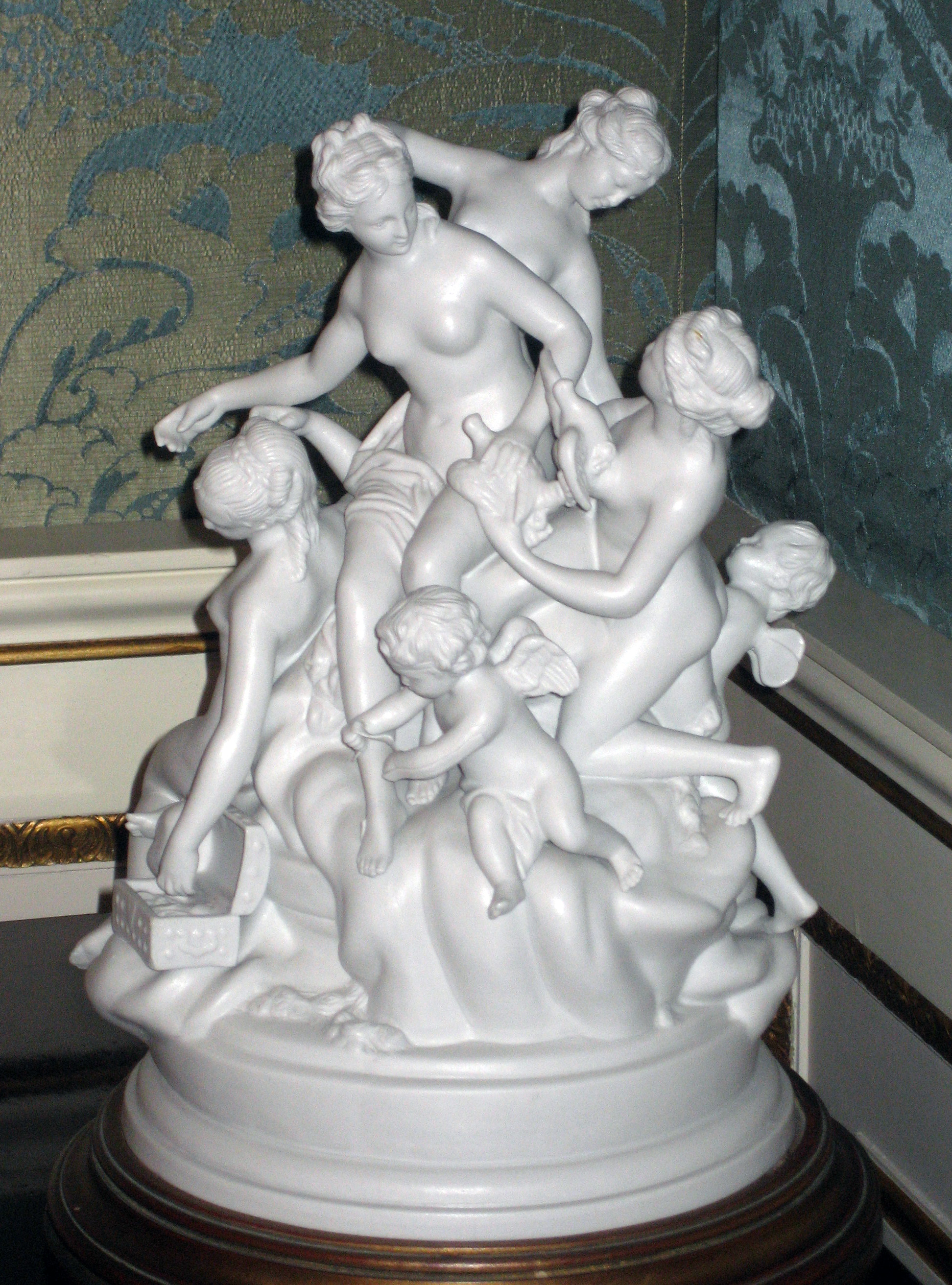
Grupo de porcelana blanda de biscuit blanco de Alcora, en el Palacete Albeniz en Barcelona.

La porcelana de pasta blanda es un tipo de porcelana, también conocida como pasta tierna. El término se utiliza para designar la porcelana blanda, generalmente sin caolín, como los tipos de porcelana «bone china» o porcelana de ceniza de hueso,  «porcelana Seger»,  «vitrificada silícea», «porcelana nueva de Sèvres», «porcelana de Paros», o «porcelana feldespática tierna».
El término también se utiliza para describir a las mezclas de arcilla y frita de vidrio, principalmente utilizadas en la producción de figuras decorativas y utensilios de uso doméstico durante el siglo XVIII en Europa.
El arte oriental y en particular sus porcelanas despertaron un gran interés en Europa y fueron coleccionadas por monarcas como Federico el Grande de Prusia o Augusto el Fuerte de Sajonia entre otros. Poseer este tipo de colecciones elevaba el indicio de poder, riqueza y cultura, por lo que fueron muchos monarcas y personajes de la nobleza los que practicaron el mecenazgo en las investigaciones y experimentos en diversos países para conseguir la fórmula del «secreto» de la porcelana china, especialmente durante los siglos XVII y XVIII.

## Características

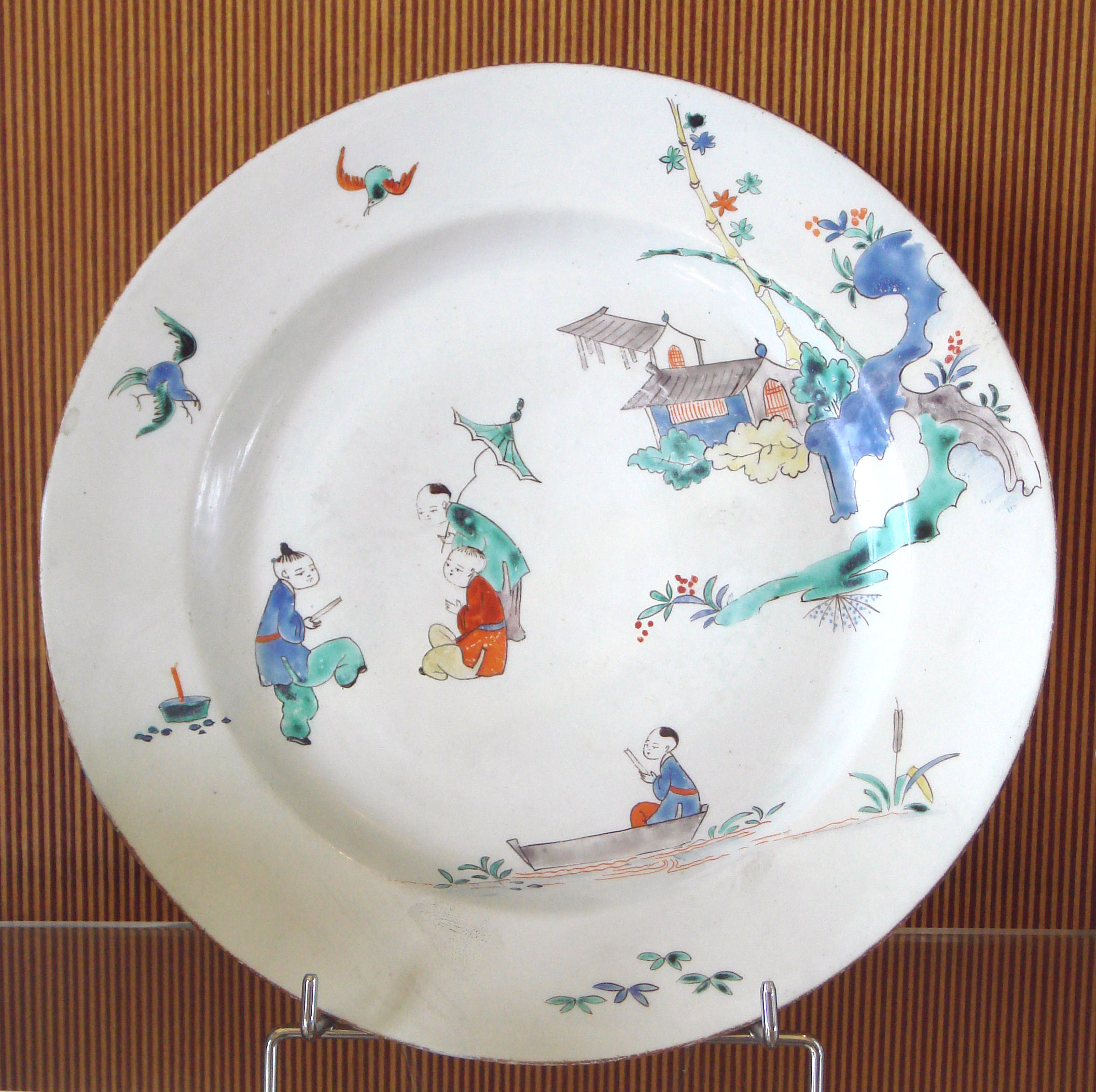
Plato de porcelana de Chantilly (1725-1751).

La porcelana blanda debe su nombre a lo frágil de su cobertura, puesto que el acero la raya y es muy débil y poco resistente a los cambios térmicos muy bruscos. La capacidad de ciertas pastas blandas es su deformación durante la cocción en lugar de solidificar, no es pues extraño su denominación.
Este tipo de porcelana se conoce como natural o artificial dependiendo de sus ingredientes:
- Porcelana natural de pasta blanda es la que contiene como fundente, el fosfato de cal, obtenido por calcinación de huesos de ganado. Esta porcelana de ceniza de hueso, de color ligeramente de marfil, se convirtió en sinónimo de «porcelana inglesa».
- La porcelana artificial de pasta blanda incorpora una frita como fundente. La porcelana de Vincennes, Chantilly, Rouen o Tournai, esta última a pesar de pertenecer a Bélgica formaba parte de esta misma categoría, y son descritas todas ellas comúnmente como «porcelana francesa».

La cocción de la porcelana de pasta blanda pasa a efectuarse en unas temperaturas inferiores que la porcelana de pasta dura, por lo general alrededor de 1100 °C para las compuestas a base de frita, y de 1200 a 1250 °C para las mezclas de feldespato y nefelina sienita. El cuerpo de la pasta blanda es más poroso que el de porcelana dura, por lo tanto su grado de vitrificación en la cocción es menor. Esta cocción de temperatura baja, ofrecía varias ventajas para los artistas y fabricantes, podían disponer de una amplia paleta de colores para la decoración y un menor consumo de leña en los hornos y el resultado era una cerámica delgada, de cuerpo bastante translúcido, parecida a la auténtica porcelana.

## Historia
Mucho antes de las primeras circunnavegaciones, hacia mediados del siglo XIV, las porcelanas chinas llegaron a Europa, donde consiguieron un gran éxito de mercado. La historia de la porcelana de pasta blanda se remonta a los primeros intentos de los ceramistas europeos para reproducir las porcelanas provenientes de China, en un momento donde su composición fue mal interpretada y sus materiales constituyentes no estaban muy disponibles en Occidente. Su translucidez sugirió que el vidrio podía ser un ingrediente de su composición.

### Fabricación
Se guarda una descripción completa del proceso de fabricación de la pasta de la fábrica de Vicennes-Sèvres, donde se aprecia lo laboriosa que era:

Para la pasta se preparaba una mezcla de arena de Fontainebleau, salitre natural, sal marina, sosa de Alicante, alumbre de Roma y astilla de alabastro. Esta mezcla triurada y cribada con cuidado se esparcía sobre un lecho de arena que formaba el suelo de un horno de frita, formando una capa de unos 30 cm de espesor. A continuación se calentaba de forma gradual durante unas 50 horas, hasta que se volvía de color rojo, sin que el calor alterase el color volviéndolo amarillo limón; éste era el punto crítico de la operación. La frita así obtenida deberá ser blanca como la nieve y no demasiado vidriosa; si aparecen zonas de color rojizo significa que el fuego ha sido insuficiente y éstas deben aislarse o cocerse de nuevo con la hornada siguiente. La frita se escogía cuidadosamente y se aplastaba; se tomaban después 900 partes que se colocaban en un molino con 300 partes de «marna» de Argenteuil: la mezcla se molía con agua durante tres semanas. La pasta fluida se ponía a secar en unos recipientes, después se trituraba, se pasaba por el cedazo y se empastaba con agua dándole forma de bola; a esto se le llamaba «pasta nueva». La «pasta nueva» se mezclaba en proporción de un tercio con los residuos y los trozos de pasta procedentes del trabajo de moldes y para dar a la masa mayor plasticidad se añadía una solución de jabón y agua hirviendo (y cola).

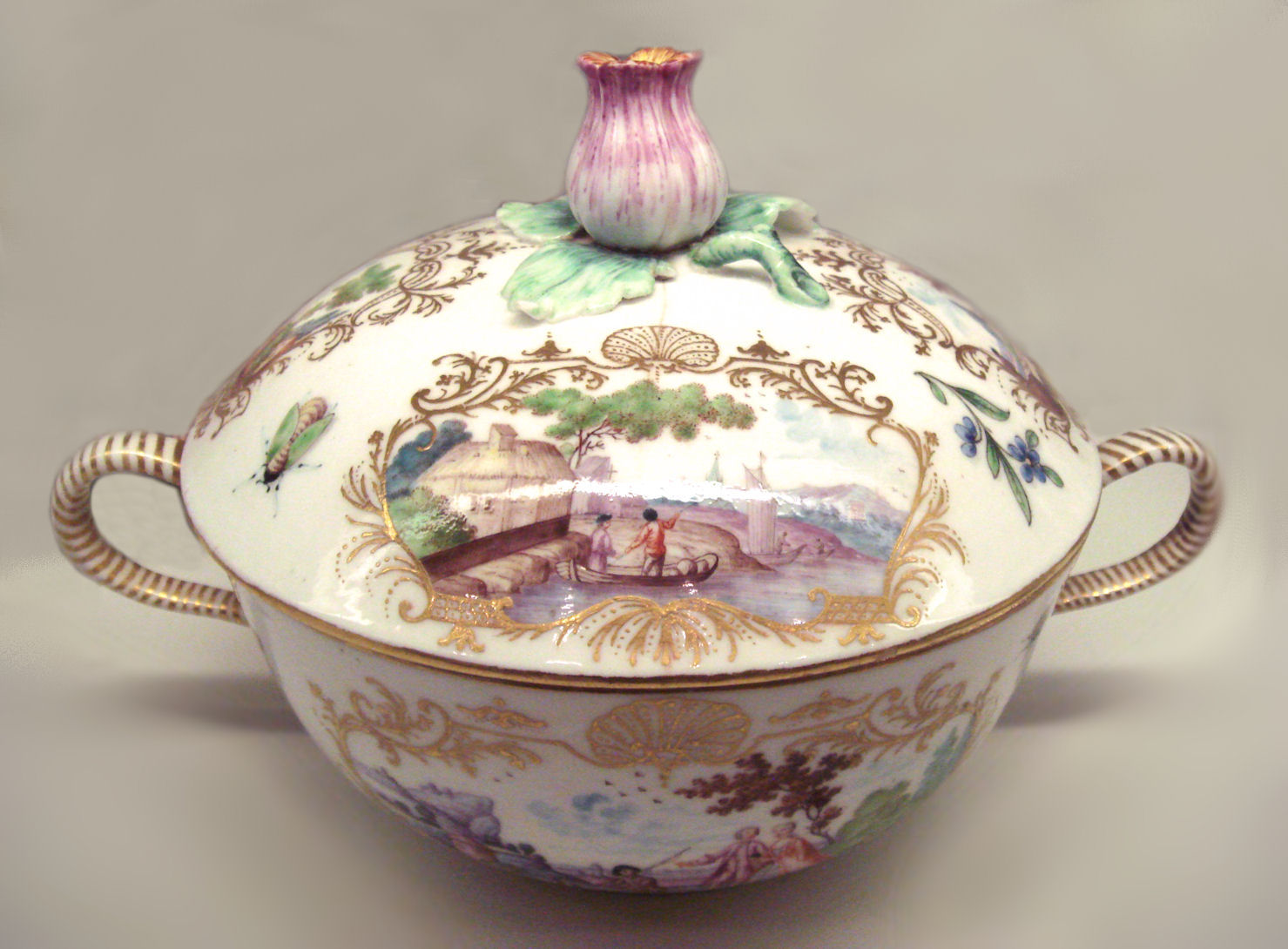
Porcelana de pasta blanda de Vincennes (1749-1750).

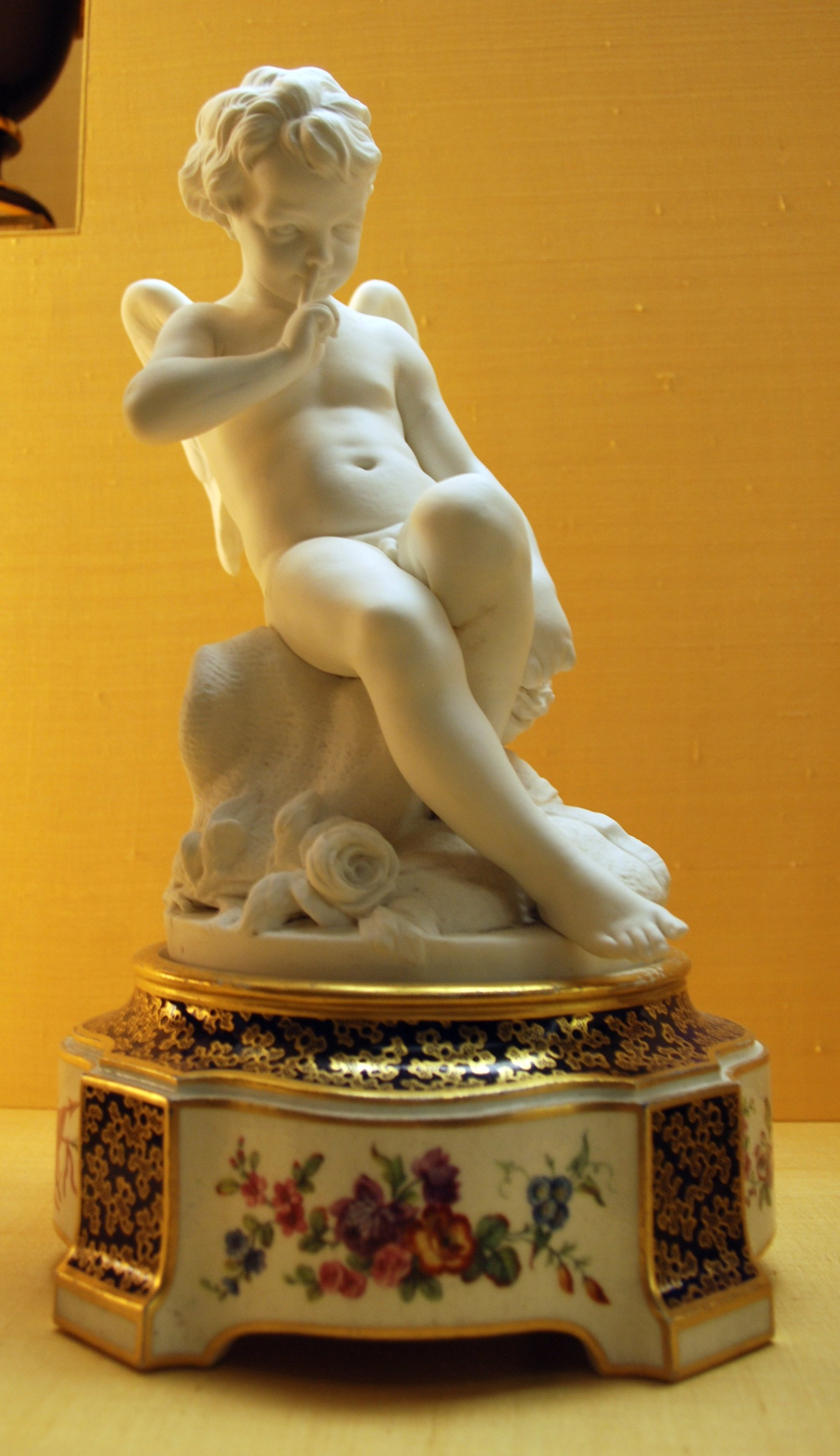
Cupido (1758) realizado por Étienne-Maurice Falconet en biscuit, con una peana de porcelana blanda decorada sobre un fondo azul con flores y dorada. Museo de Sèvres.

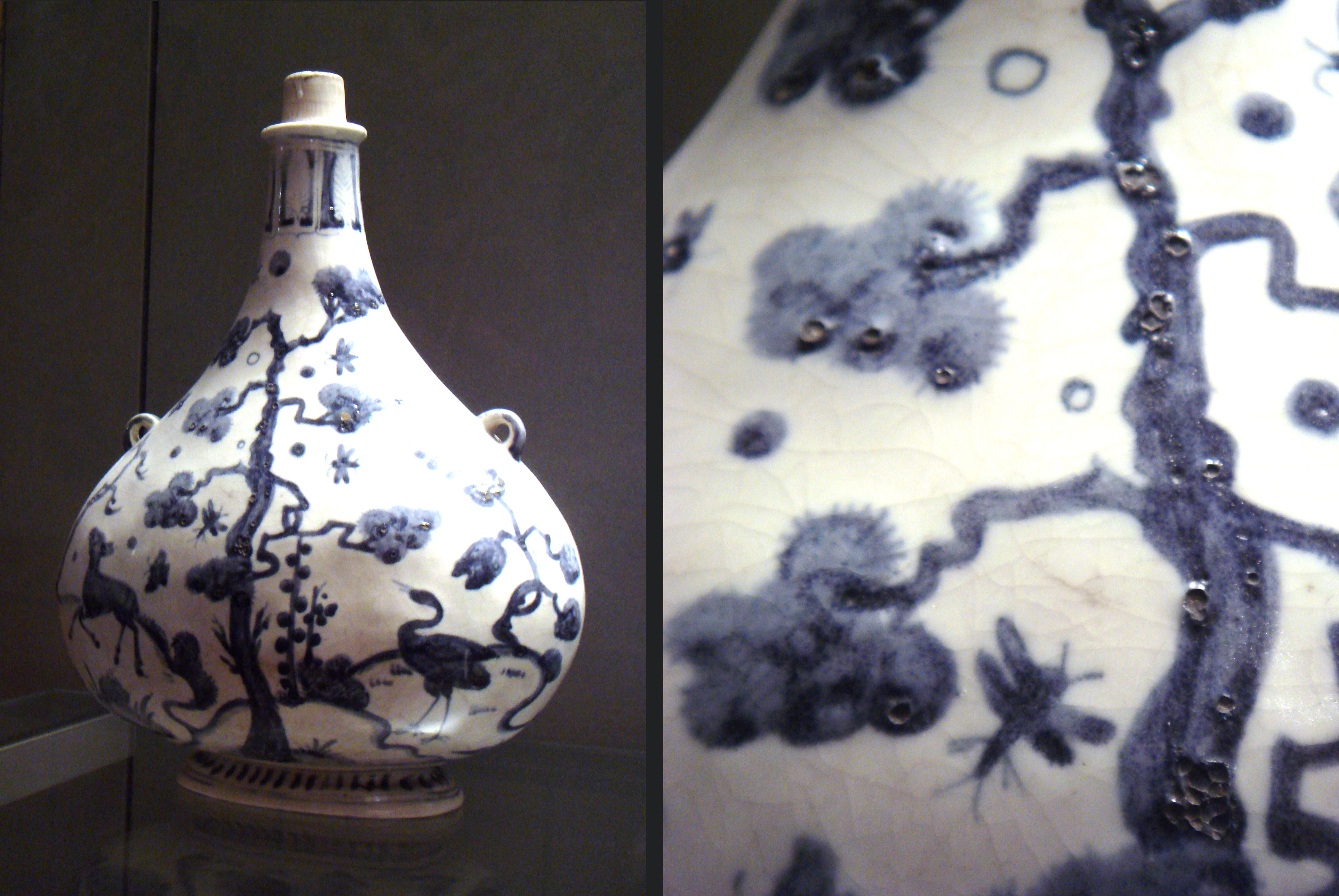
Pieza de porcelana Medici y detalle (1575-1587).

Cada fábrica impermeabilizaba las piezas con su fórmula particular, aplicando el barniz con un pincel o por inmersión cuando a las piezas se le habían hecho una previa cocción, volviendo luego a colocarlas para la segunda cochura con la protección de muflas. Esta cobertura de barniz en la porcelana blanda, al contrario de lo que ocurrió con la porcelana de pasta dura, nunca se llegaba a unir de una manera total con el cuerpo de las piezas por no tener una «unidad» de composición entre los materiales del cuerpo y la cubierta del barniz, esto la hizo menos resistente que la porcelana dura. Las primeras porcelanas blandas limitaron su decoración al azul (óxido de cobalto) y al marrón (óxido de manganeso) pintadas bajo la cubierta, por lo difícil que resultaba el controlar su grado de cocción, que era propenso a reblandecerse y deformar las piezas. El añadido de otros colores debía hacerse sobre la cubierta de barniz y después llevarse de nuevo a la cocción a una temperatura inferior que las anteriores a que habían estado sometidas las piezas. Aproximadamente hacia el año 1756 surgió la reproducción en serie y la decoración por medio de la impresión calcográfica, el dibujo realizado sobre una plancha de cobre se trasladaba a un papel y de ahí a la pieza, primero se utilizó en un solo color, negro, rojo o rosado sobre el blanco y a mediados del siglo XIX en policromía.
Las representaciones de figuras y grupos galantes, junto con pequeños objetos decorativos, se realizaron con el empleo de moldes, algunos realizados a piezas que después se unían por medio de la barbotina. Casi todas las manufacturas realizaron este tipo de productos, muy demandados por la nobleza y la sociedad burguesa de la época. Uno de los escultores más destacados, que hizo una gran producción de biscuits de pequeñas esculturas, fue el francés Étienne-Maurice Falconet director desde 1757 de la sección de escultura de la Manufacture royale de porcelaine de Sèvres.

### Italia
Las primeras fórmulas eran mezclas de arcilla y de vidrio triturado o frita. La esteatita o cal se incorporaron en algunas composiciones. En Venecia hubo varios experimentos en 1470 creados por el Maestro Anton Alchimista supuestamente realizados con vidrio opaco, sin que obtuviera resultados importantes. El duque Alfonso de Este en Ferrara, recurrió a ceramistas de Urbino para que le fabricaran obras de cerámica y porcelana, sobre ello hay unas citas de Giorgio Vasari en las que refiere: «... un excelentísimo Giulio da Urbino, el cual hace cosas estupendas de vasijas de loza de diferente tipo, y a las de porcelana les da una elegancia muy bella.» No se tienen otras noticias sobre la tal porcelana.
La porcelana Medici, bajo el mecenazgo de Francisco I de Medici, fue uno de los primeros intentos en Europa para imitar la porcelana china blanca y azul. Producida entre 1575 y 1587 esta porcelana de pasta blanda, estaba compuesta de arcilla blanca con fosfato de calcio, feldespato, cuarzo y wollastonita (CaSi03), las piezas resultantes de calidad blanda y poco traslúcida no llegaron a emular los modelos provenientes de oriente. El diseño de las obras fue realizado por Bernardo Buontalenti pintor y arquitecto y del cual escribe Vasari en su obra Le Vite (1586): « … de gran ingenio e idóneo para todo», y la cochura de la piezas corrió a cargo de Flaminio Fontana de Urbino. Prácticamente toda esta porcelana está decorada con flores y grutescos de color azul. Las piezas nunca fueron comerciales y solo fueron creadas para uso y disfrute del gran duque de Toscana Francisco, en un estudio de cuadros y oficios, a la que llamó «studiolo». Realizado de 1570 a 1572 este pequeño museo de estudio típicamente manierista lo llenó con sus obras preferidas en el interior del Palazzo Vecchio de Florencia. También utilizaba las porcelanas para hacer presentes al resto de la nobleza europea. Entre estos regalos se encuentra una botella regalada a Felipe II de España decorada con grutescos y el escudo de la casa española, conservada en el museo de Sèvres.
En Capodimonte se produjo porcelana de pasta blanda en la fábrica fundada por Carlos de Borbón (futuro Carlos III de España). Sus primeras obras tuvieron la influencia de la porcelana realizada en Meissen, se realizaron numerosos objetos decorativos, grupos de figuras y originales tabaqueras con incrustaciones de conchas en relieve, su última obra más conocida y destacada fue el saloncito de porcelana realizado para la reina María Amalia de Sajonia. En 1760 se produjo el cierre de esta factoría, cuando el ya rey de España Carlos III, hizo el traslado junto con sus operarios a la fábrica del Buen Retiro de Madrid.

### Francia

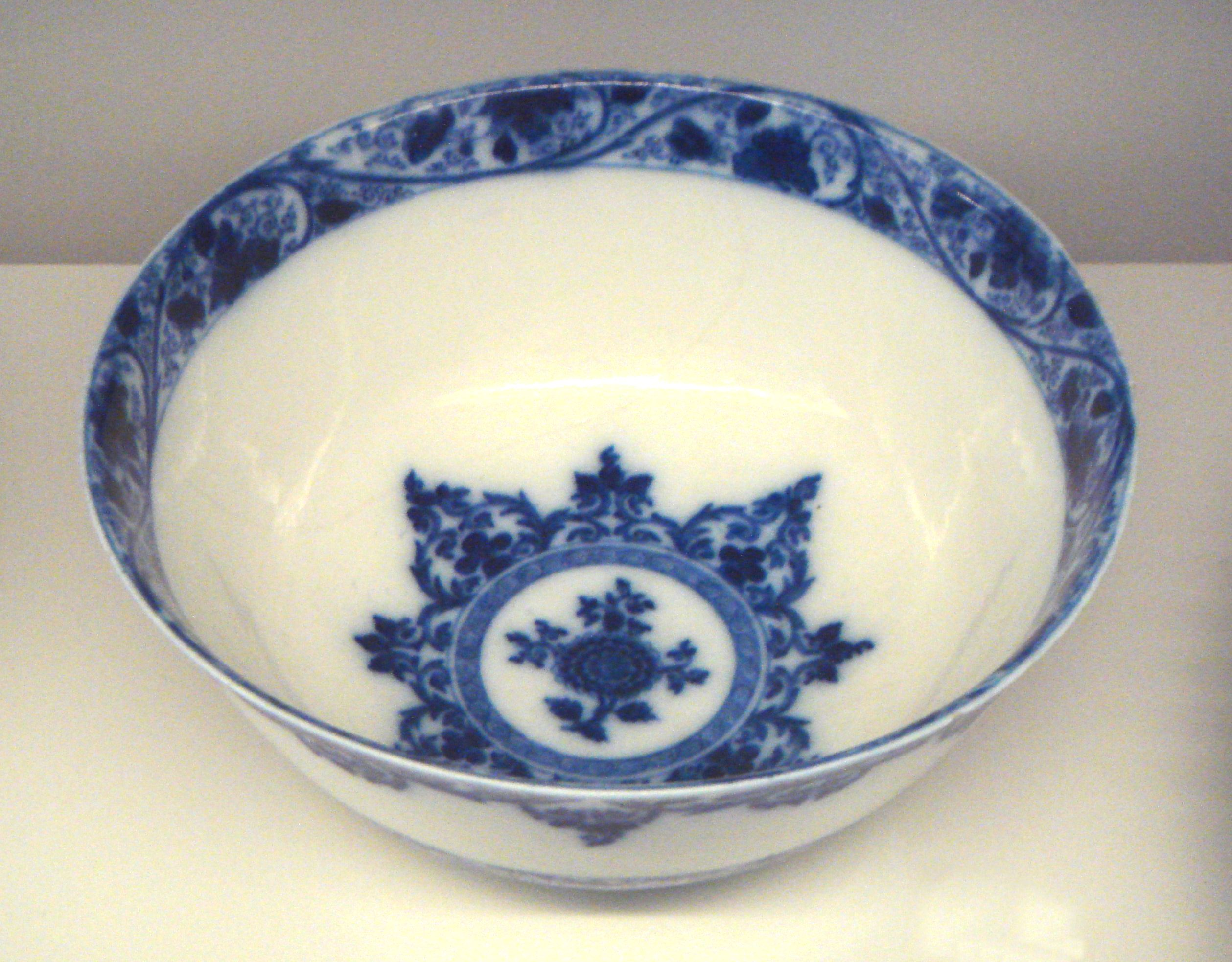
Manufactura de Saint Cloud, bol en porcelana de pasta blanda (1700–1710).

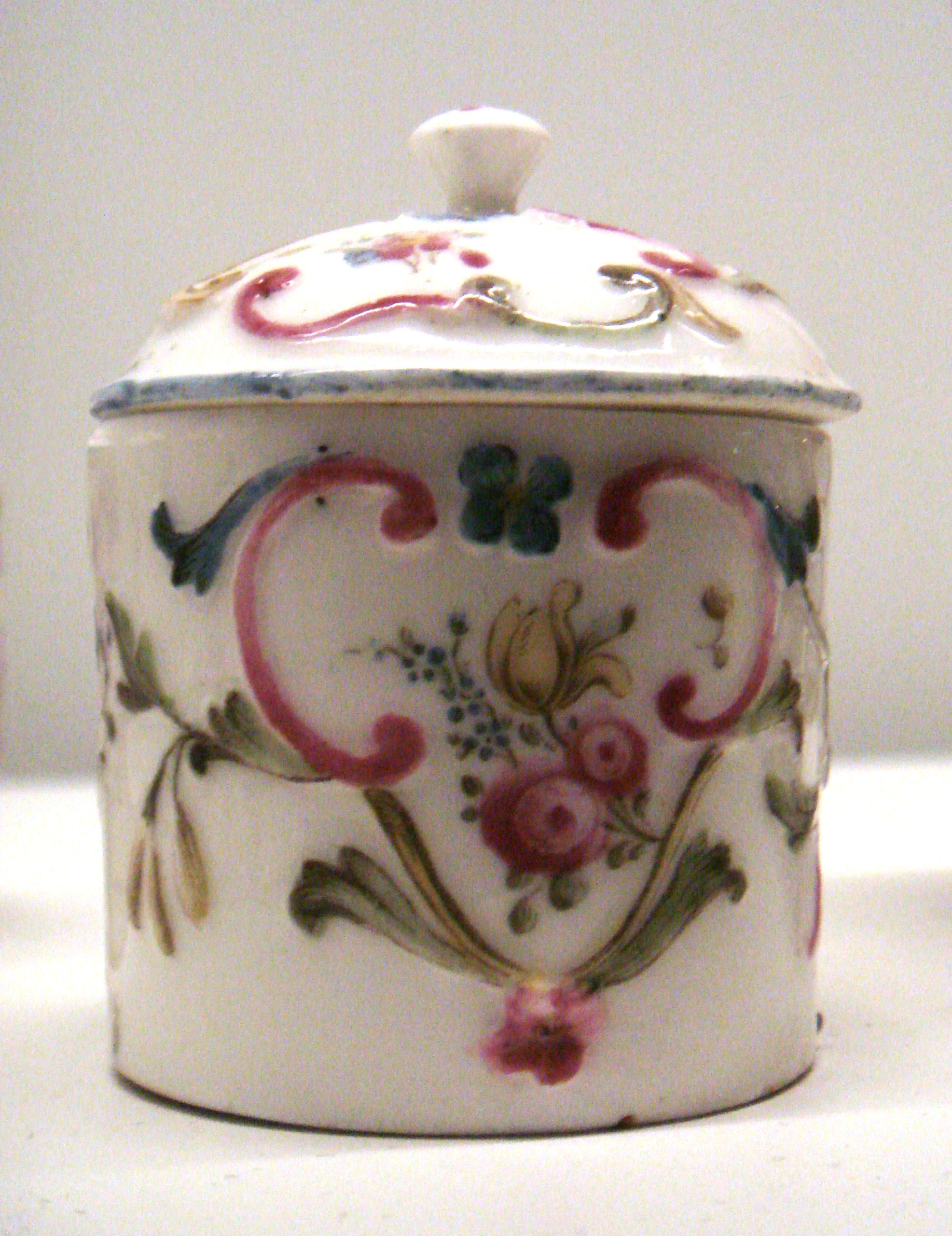
Pieza con tapa de porcelana blanda de Mennecy (c. 1750).

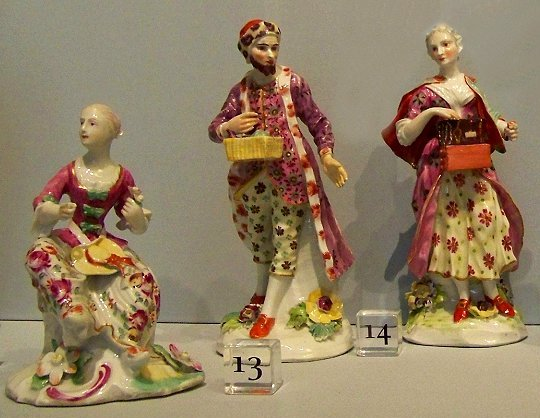
Tres figurillas de porcelana de Derby (1758), conservadas en el Detroit Institute of Arts.

Otra porcelana primitiva europea en pasta blanda, fue la elaborada con frita, que se produjo en la fábrica francesa de Rouen en 1673, por obra del ceramista Louis Poterat y gracias a los privilegios concedidos por Luis XIV. Fue conocida por esta razón como porcelana francesa. Estos tipos de porcelanas se fueron desarrollando para imitar la porcelana china de pasta dura. La primera porcelana francesa importante se realizó en la fábrica de Saint-Cloud. Existen documentos de patentes que fueron otorgados a la familia Pierre Chicaneau, quien decía haber descubierto la mejora en el proceso y que desde 1693 hicieron porcelana tan «perfecta como la chinesa». La porcelana típica de esta fábrica de Saint-Cloud es la pintada en azul, según Honey:

...es una de las porcelanas más atractivas y su gran parte de encanto reside en la calidad del propio material. Rara vez es de un blanco puro, pero el tono amarillento de marfil cálido no significa una deficiencia, es una de las mejores mercancías del período y aunque es blanda y vidriosa, tiene una textura firme a diferencia de cualquiera otra. El esmalte muestra un fino satinado, como con puntitos en su superficie, que ayuda a distinguirla del esmalte brillante de Menncey, que es muy similar.

La fábrica en Mennecy de François Barbin se abrió en 1750, esta industria fue patrocinada por el Duque de Villeroy y en sus primeras piezas se aprecian la marca DV (De Villeroy). Sus piezas mostraban un barniz muy brillante y sobre el fondo blanco se decoraban con flores policromas. La fábrica de porcelana de Vincennes se estableció en 1740 bajo la supervisión de Claude-Humbert Gérin, quien anteriormente había sido empleado en la fábrica de Chantilly —fundada por Luis Enrique de Borbón-Condé, príncipe de Condé en 1730—. La fábrica de Vincennes se trasladó a instalaciones de mayor espacio en Sèvres el año 1756.
Las pastas fueron entonces compuestas con caolín, cuarzo, feldespato y sienita nefelina u otras rocas feldespáticas. La porcelana de pasta blanda basada en estos ingredientes era técnicamente superior a la tradicional pasta blanda y se mantuvieron estas fórmulas en la producción, destacando las piezas de Vincennes-Sèvres, hasta el final del siglo XVIII, cuando la evolución de las técnicas de porcelana de pasta dura precipitaron su declive.

### Inglaterra
La primera porcelana de pasta blanda en Inglaterra fue mostrada por Thomas Briand a la Royal Society en 1742 y se cree que se basaba en la fórmula de Saint-Cloud. En 1749, Thomas Frye, un pintor de retratos, sacó una patente sobre una porcelana que contenía ceniza de huesos. Esta fue la primera porcelana de ceniza de hueso, posteriormente perfeccionada por Josiah Spode alrededor de 1800. Las fórmulas fueron celosamente guardadas, como lo demuestra la historia de Robert Brown, un socio fundador de la fábrica de Lowestoft, quien se dice que la había escondido en un barril.
Después de quince años de la demostración realizada por Briand, una docena de fábricas habían sido fundadas en Inglaterra dedicadas a la creación de figuras y utensilios de mesa en porcelana de pasta blanda, entre ellas: la primera fábrica para porcelana blanda fundada, fue la de Chelsea (1743), por Nicholas Sprimont y conocida principalmente por la elaboración de sus figuras decorativas. La fábrica de porcelana de Bow abierta en 1744, donde su producción estaba relacionada con la técnica de añadir las cenizas de huesos de animales y con una decoración inspirada en la porcelana oriental en blanco y azul. También la manufactura de Worcester adoptó las decoraciones chinesas, destacaron sus decoraciones en azul bajo barniz y la imitación de la porcelana japonesa Imari. La Royal Crown Derby hacia 1757 en sus primeras obras se nota la influencia de la fábrica alemana Meissen, más tarde cuando se formalizó la unión con la fábrica de Chelsea sus obras se parecieron a las fabricadas en Sèvres, en especial las de tipología neoclásica.

### España

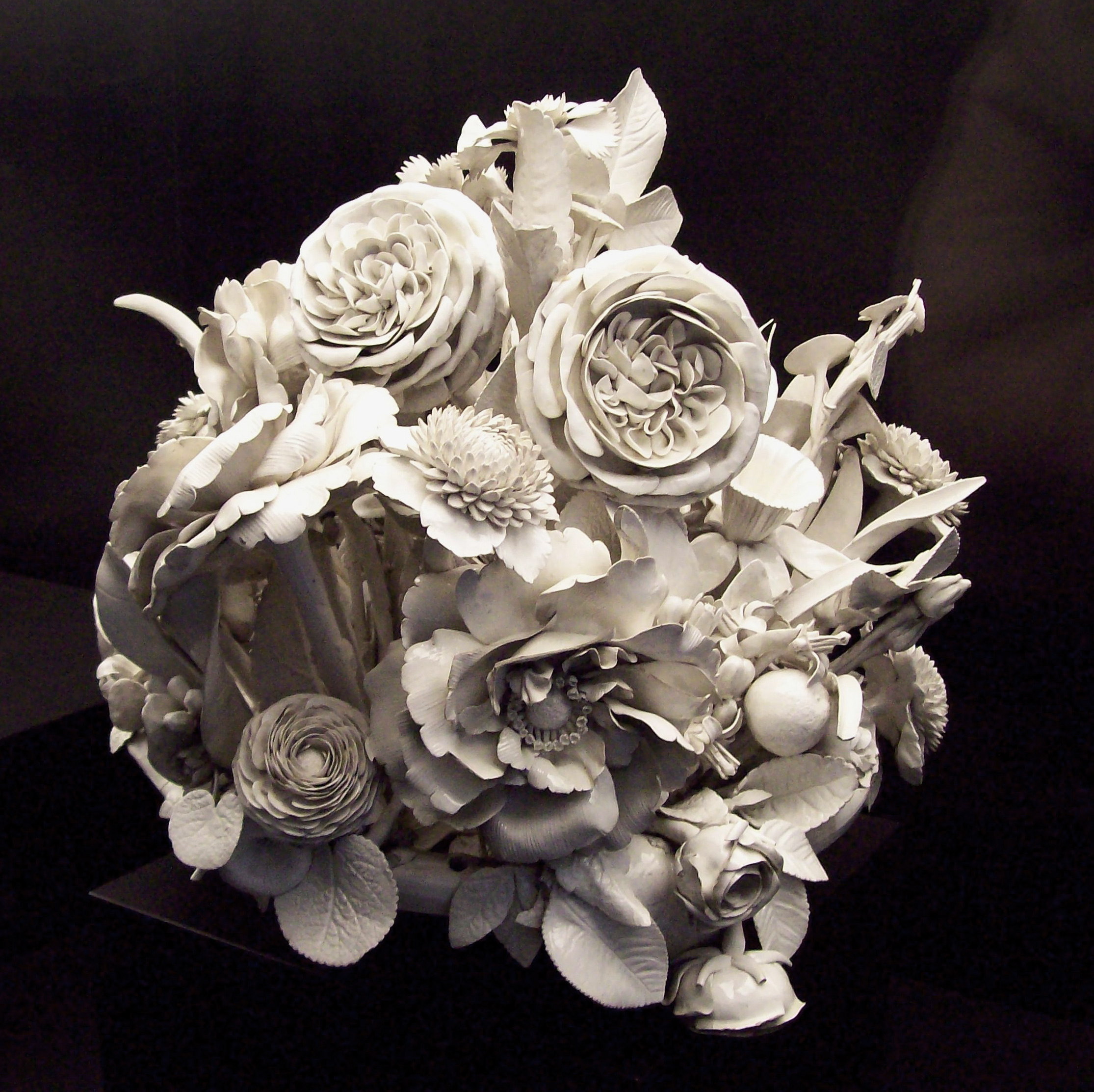
Centro de mesa (1760-1784) Real Fábrica de Porcelana del Buen Retiro. Conservado en el Museo Arqueológico Nacional (Madrid).

En 1727 aparece la primera factoría de porcelana establecida en Alcora bajo el auspicio del conde Aranda Buenaventura de Urrea, que entre sus deseos se encuentra el conseguir crear una porcelana a imitación de la importada de China, para ello durante años contrata a expertos ceramistas franceses, italianos y holandeses. La fábrica siguió creando vajillas y figuras en biscuit en gran cantidad las características técnicas de la porcelana fabricada «eran de una pasta rosada bien decantada, de poco peso y barniz blanco lechoso, dado en capa no muy fina, de excelente calidad, que no se cuartea ni se escama, y un buen acabado de las piezas, tanto las moldeadas como las hechas a torno». Aun así sus dueños, no cesaban en contratar a expertos para solucionar la fórmula de la cerámica dura, la llegada de Cloostermans a finales del siglo XVIII desde Limoges y a pesar de que hace importar caolín de la propia Francia no consigue hacer con sus fórmulas nada más que porcelana blanda.
Otra de las primeras fábricas dedicadas a la producción de porcelana proviene del traslado a mediados del siglo XVIII efectuado por Carlos III de la factoría fundada por él mismo en Capodimonte (Italia). La fabricación de la Real fábrica del Buen Retiro en Madrid se realizó a partir de 1760 con artesanos, instrumental e incluso la pasta especial para porcelana blanda, transportado todo especialmente desde Nápoles por orden del rey. Las primeras piezas a falta del caolín en su composición pertenecen a la porcelana de pasta blanda, con decoraciones chinescas o motivos de carácter mitológico y siguen los modelos de la fábrica italiana. A pesar de seguir con investigaciones no se consigue la pasta dura hasta la llegada a la fábrica de Bartolomé Sureda que había conseguido la fórmula en una estancia suya en Francia entre 1802 y 1803.